# Jens Wissing
Jens Wissing (* 2. Januar 1988 in Gronau) ist ein deutscher Fußballtrainer und ehemaliger -spieler. Derzeit ist er Trainerassistent von Thomas Letsch beim österreichischen Bundesligisten FC Red Bull Salzburg.

## Sportlicher Werdegang

### Spielerkarriere
Jens Wissing begann seine Karriere in der Jugendabteilung der SG Gronau, in der er bis 2001 spielte. Anschließend wechselte er in die C-Jugend des FC Schalke 04, wo er bis 2004 blieb. Anschließend folgte der Wechsel zu Preußen Münster. Dort spielte er bis 2007 in der B- und A-Jugend, bevor ihn Trainer Roger Schmidt zur Saison 2007/08 in die erste Mannschaft holte. Mit seiner Mannschaft schaffte Wissing 2008 die Qualifikation für die Regionalliga West und gewann 2008, 2009 sowie 2010 den Westfalenpokal. Neben seinen Regionalligaspielen kam Wissing 2008 gegen den VfL Bochum und 2009 gegen Hertha BSC zu Einsätzen in der ersten Hauptrunde des DFB-Pokals.
Er wurde vom Sportbund der Stadt Münster beim Ball des Sports 2009 als Sportler des Jahres ausgezeichnet.
Am 18. Februar 2010 gab Borussia Mönchengladbach bekannt, Wissing zur Saison 2010/11 unter Vertrag zu nehmen. Am 17. Oktober 2010 gab er bei der 2:3-Niederlage gegen die TSG 1899 Hoffenheim sein Bundesligadebüt.
Nach nur einem Jahr, in dem Wissing zu drei Einsätzen in der Fußball-Bundesliga und neun Spielen in der Regionalliga West kam sowie ein Spiel im DFB-Pokal bestritt, verpflichtete der SC Paderborn 07 den Linksverteidiger. Bei den Ostwestfalen unterschrieb Wissing einen Zweijahresvertrag bis zum 30. Juni 2013 und erhielt die Rückennummer 30.
Zur Saison 2013/14 wechselte Wissing in die 3. Liga zum MSV Duisburg. Wissing beendete seine aktive Karriere im Januar 2014 aufgrund der Folgen einer schweren Sprunggelenksverletzung, er hatte kein Spiel für die Zebras absolviert.
Wissing absolvierte neben seiner aktiven Laufbahn eine Ausbildung zum Sportfachwirt (IHK).

### Trainerlaufbahn
Im Juli 2014 schloss er sich dem Westfalenligisten 1. FC Gievenbeck an und übernahm dort den Posten des Trainers. Zur Saison 2019/2020 wechselte er als Co-Trainer zur zweiten Mannschaft von Borussia Mönchengladbach. Seit 2021 arbeitet er als Co-Trainer unter Roger Schmidt, zunächst beim niederländischen Erstligisten PSV Eindhoven. Beide wechselten zur Saison 2022/2023 zum portugiesischen Rekordmeister Benfica Lissabon. Im März 2023 übernahm er interimistisch den Cheftrainerposten, als Schmidt zeitweise gesperrt war. Gemeinsam wurden sie im August 2024 beim Klub freigestellt.
Im Juni 2025 schloss Wissing sich kurz vor Beginn der Klub-Weltmeisterschaft 2025 als Co-Trainer neben Kai Hesse dem Trainerteam von Thomas Letch beim FC Red Bull Salzburg an, bei dem kurz zuvor Onur Cinel ausgeschieden war. Nach einem Sieg in der Gruppenphase war das WM-Turnier frühzeitig für seinen neuen Arbeitgeber beendet.